# Crandelles
Crandelles – miejscowość i gmina we Francji, w regionie Owernia-Rodan-Alpy, w departamencie Cantal.
Według danych na rok 1990 gminę zamieszkiwało 560 osób, a gęstość zaludnienia wynosiła 45 osób/km² (wśród 1310 gmin Owernii Crandelles plasuje się na 376. miejscu pod względem liczby ludności, natomiast pod względem powierzchni na miejscu 720.).